# シンモラ
シンモラ (Sinmore) またはシンマラ(Sinmara) は、北欧神話に登場する、炎の巨人スルトの伴侶の女性である。
詩『フョルスヴィーズルの言葉』だけがシンモラの存在の証拠になっている。その中で彼女は3回言及され、伝説的な武器レーヴァテインの保管者として説明される。
彼女の名の語源についての学術的な仮説が提唱されている。

## 語源
名前「Sinmara」の語源はよく知られていない。
後半部の要素「mara」は、「(night)mare」と同一の可能性が示唆されているが、前半部の「Sin-」の要素は不明である。一説では、sindr（古ノルド語で「燃え殻」の意）と関連していると考えられているが、 ルドルフ・ジメックは、「sin」が「sindr」に関連する可能性はないと述べる一方で、「色に関する意味深長な解釈」を挙げ、このことが炎の巨人の妻に当てはまる点に注目し「より適切な解釈は『青白い(night)mare』である」と推理している。
ヴィクトル・リュードベリは次のような提案をしている。すなわち、「Sinmara」が、「腱」を意味する「sin」と、動詞「marja」（Vigfussonの辞書を援用）に関連があることに注目し、「不具の人」を意味する「mara」とで構成されるというのである。
そしてリュードベリは、名前「Sinmara」がつまり「腱を傷つけることによって不具にする者」を意味すると結論づけた。

## 『フョルスヴィーズルの言葉』
『フョルスヴィーズルの言葉』（『スヴィプダグルの言葉(en)』の部）の、シンモラに言及される3つのスタンザの1番目において、シンモラはスルトとともに引き合いに出される。第2の引用元では、フョルスヴィーズルは英雄スヴィプダグルに次のような事を話す。すなわち、シンモラは箱の中に武器レーヴァテインを保管し、9つの頑丈な錠を掛けている
（なお翻訳元では「Sinmara」は「Sinmora」と英語化されて書かれている）。
"レーヴァテインはそこにある、
ロプトがルーンによって、以前、死の扉の前で作った。
シンモラによってそれはレーギャルン(Lægjarn)の箱の中に横たえられ、
9つの錠がそれをしっかりと留める。"
フョルスヴィーズルはスヴィプダグルに次のように話した。シンモラがスヴィプダグルに武器レーヴァテインを与えることを承諾する前に、スヴィプダグルはシンモラに「輝く鎌」を持ってこなければならない、そうすれば彼女はスヴィプダグルにレーヴァテインを与えるだろう。